# Église des Jacobins d'Agen
Pour les articles homonymes, voir Église Notre-Dame.
L'église Notre-Dame des Jacobins, ancienne église des dominicains ou jacobins, située place des Jacobins, entre la rue Richard-Cœur-de-Lion et la rue Alexis-Pain, à Agen, est une construction datant du XIVe siècle.

## Historique

### Église des Jacobins

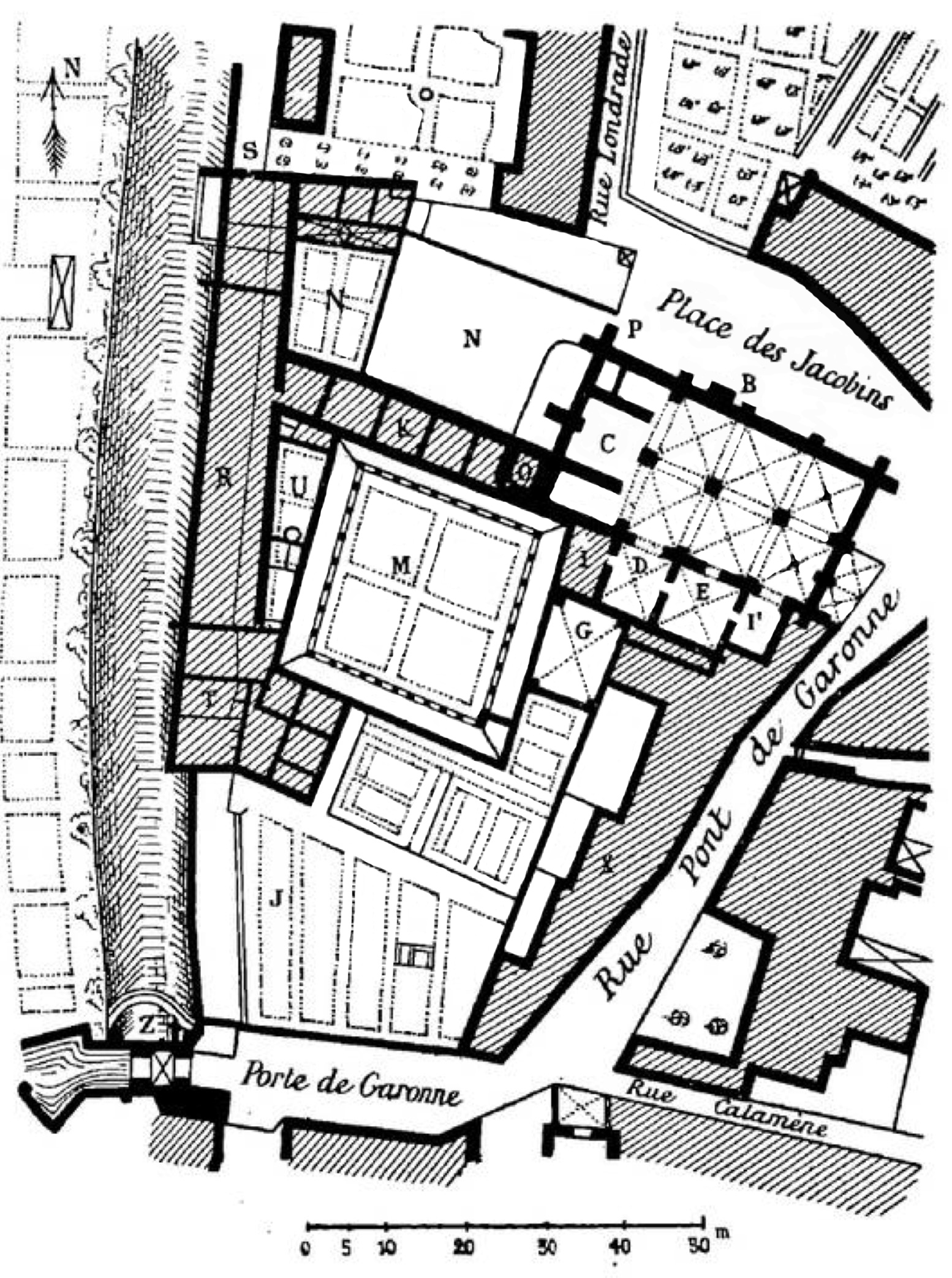
Le couvent des Jacobins
d'après le plan Lomet de 1785
(Revue de l'Agenais, 1886)

L'ordre des frères prêcheurs a été approuvé par le pape Innocent III en 1215. Saint Dominique a fondé en 1216 le premier couvent à Toulouse en adoptant un règle inspirée de celle de saint Augustin. Le couvent d'Agen est fondé en 1249 d'après l' Histoire des divers chapitres et couvents de l'Ordre de Bernard Gui. Cependant des documents montrent que les tribunaux de l'Inquisition fonctionnaient à Agen avant l'établissement des dominicains. Le couvent d'Agen aurait été fondé à l'initiative de l'inquisiteur Bernard de Caux où il est mort le 26 novembre 1252 et y a été enterré. L'approbation du couvent des frères prêcheurs à Agen a été donnée par le chapitre provincial de Montpellier, en 1252. En 1254, Alphonse de Poitiers a fait un don aux dominicains pour qu'ils construisent leur église en 1254. Le couvent des dominicains occupe un vaste espace compris entre la place des Jacobins, l'actuelle rue Richard-Cœur-de-Lion jusqu'à la porte de Garonne, et les remparts le long de la Garonne.
Une première église a dû être construite à partir de 1254, probablement plus petite et plus simple que l'église actuelle, conformément aux prescriptions de l'Ordre qui interdisaient le voûtement de l'édifice en dehors du chœur jusqu'à la fin du second tiers du XIIIe siècle. L'église primitive a dû être construite entièrement en brique. L'église a été agrandie et rehaussée à la suite du succès grandissant de la prédication des dominicains. On a alors utilisé la pierre pour les meneaux polybés des fenêtres, les nervures et les clés des voûtes, les piles circulaires centrales. On peut voir les armoiries d'Alphonse de Poitiers, mort en 1271, sur une clé de voûte.
Après la signature du traité d'Amiens, les seigneurs de l'Agenais prêtèrent serment de fidélité au roi d'Angleterre le 9 avril 1279 dans l'église.
Les fondateurs du couvent, Bernard de Belcastel, Bernard de Caux et Arnaud Bélanger ont été enterrés dans l'église le 26 avril 1281.
En 1340, c'est le duc de Normandie, le futur roi Jean II le Bon, qui reçoit l'hommage des barons de l'Agenais dans l'église des Jacobins.
Eugène Viollet-le-Duc a fait le relevé des peintures médiévales de l'église.
Le couvent des Jacobins a été pillé par les protestants en décembre 1561.
En 1585, Marguerite de Valois, comtesse d'Agenais, est chassée par son frère Henri III et abandonnée par son mari, Henri III de Navarre, s'est réfugiée à Agen en essayant de l'entraîner dans la Ligue et s'est retranchée dans le couvent des Jacobins en le transformant en citadelle. La reine a quitté la ville en septembre 1585. Henri de Navarre entré dans la ville met le feu au magasin des poudres qui se trouvait dans le noviciat du couvent, le réduisant en ruines et tuant plusieurs novices et frères. Les protestants maîtres de la ville ont fait sauter des mines dans le couvent qui l'ont détruit au trois quarts. Une partie des papiers et des titres du couvent sont perdus.
Le 12 mars 1789, les trois ordres de la sénéchaussée se réunissent dans l'église pour rédiger les cahiers de doléances.
Les biens des Ordres religieux sont saisis en 1790 et vendus comme biens nationaux, sauf l'église. Le couvent a été détruit. L'église Notre-Dame des Jacobins a été transformée en église paroissiale et rouverte le 23 mars 1807.
L'architecte Juste Lisch a entrepris la restauration de l'église et prévoyait aussi de refaire un décor peint. Heureusement le manque de crédit a permis de conserver les peintures médiévales.
Une restauration de l'église a été faite en 1979 par François Corouge. L'église est devenue le centre d'exposition du musée des beaux-arts.

### Monument historique
L'église a été classée au titre des monuments historiques le 5 mars 1904.

## Description

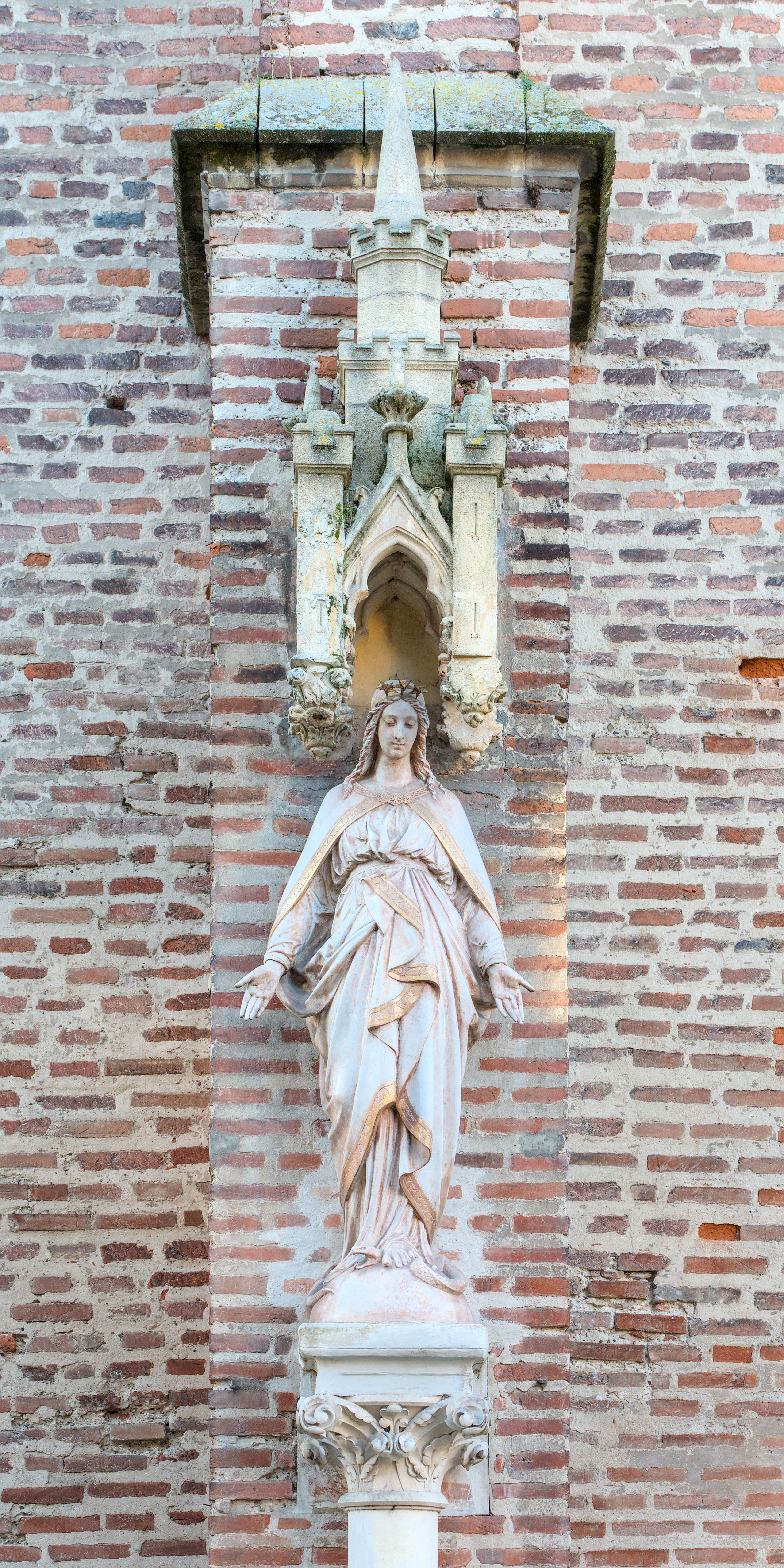
Statue sur la façade arrière de l'église.

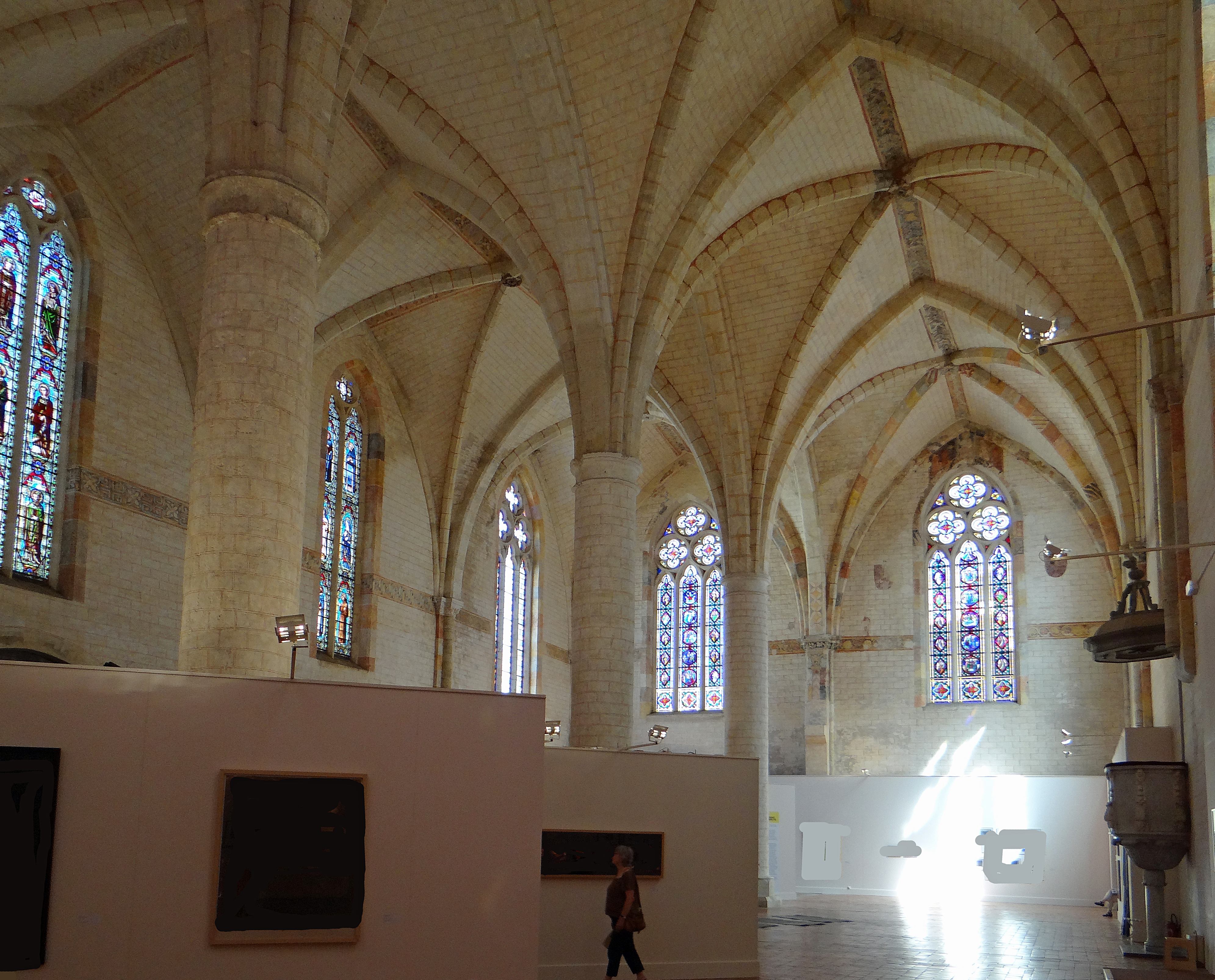
L'intérieur de l'église

Trois églises des frères prêcheurs ont adopté le même plan à deux nefs :
- l'église des Jacobins de Toulouse,
- l'église des Jacobins de Paris, qui n'existe plus,
- l'église des Jacobins d'Agen, qui est une réduction des deux précédentes.

L'église est du type église-halle. Elle est construite sur un plan rectangulaire avec deux nefs égales de quatre travées chacune. Dans la ligne d'axe, les retombées des voûtes se font sur des colonnes cylindriques. La poussée des voûtes sur les murs est reprise par des butées extérieures assurées par des contreforts en briques.